# Wilhelm H. F. Kuhlmann
Wilhelm H. F. Kuhlmann (* 1867 in Curan bei Lübeck; † 1945 in Waren) war ein deutscher Unternehmer und Hersteller von mikrochemischen Waagen. 

## Leben
Wilhelm H. F. Kuhlmann war spezialisiert auf den Bau von mikrochemischen Waagen und hatte, nachdem er Jahre zuvor die Werkstatt des erblindeten Unternehmers Paul Bunge in Hamburg leitete, sich mit einer Werkstatt für Präzisionswagen und Gewichte für physikalische und analytische Zwecke in der Steilshoperstr. 103 in Hamburg selbständig gemacht. Über dieses Angebot hinaus hatte er automatische Münzensortiermaschinen und eine Spiegel-Ablesevorrichtung zur Erzielung der kürzesten Schwingungsdauer im Sortiment.
Bekanntheit erlangte Kuhlmann als Entwickler der sogenannten „Kuhlmannwage“, die er als „Instrument 19b“ unter der Bezeichnung „Probierwage“ in den Verkauf brachte. Der spätere Nobelpreisträger Fritz Pregl erkannte um 1910 bei einer Vorführung von Friedrich Emich die Bedeutung dieser Waage für die Zwecke der quantitativen organischen Mikroanalyse, setzte sich mit Kuhlmann in Verbindung und ließ diese in der Folge von Kuhlmann stetig an seine Bedürfnisse anpassen. In Fachkreisen wurde diese Waage damals nach den erfolgten Veränderungen auch als „Mikrowage nach Pregl“ bezeichnet. Pregl erhielt 1923 „für die von ihm entwickelte Mikroanalyse organischer Substanzen“ den Nobelpreis für Chemie.
Das Unternehmen von Wilhelm H. F. Kuhlmann in Hamburg fiel später dem Zweiten Weltkrieg zum Opfer.
Wilhelm H. F. Kuhlmann wurde für seine Verdienste bei der Zusammenarbeit mit der Wissenschaft zum Ehrendoktor ernannt und am 15. Mai 1922 unter der Matrikel-Nr. 3469 als Mitglied in die Deutsche Akademie der Naturforscher Leopoldina aufgenommen.